# Fàscia lata
La fàscia lata és la fàscia profunda de la cuixa. Tanca els músculs de la cuixa i forma el límit exterior dels compartiments fascials de la cuixa, que estan separats internament pel septe intermuscular medial i el septe intermuscular lateral. La fàscia lata s'engruixeix al seu costat lateral on forma el tracte iliotibial, una estructura que va fins a la tíbia i serveix com a lloc d'unió muscular.